# Taxisti di notte
Taxisti di notte (Night on Earth) è un film a episodi del 1991, diretto da Jim Jarmusch e interpretato, tra gli altri, da Roberto Benigni, Winona Ryder e Béatrice Dalle. La pellicola fu prodotta dalla giapponese JVC e Jim Jarmusch ne scrisse il trattamento in otto giorni. In Italia il film è uscito anche con il titolo di Taxisti di notte - Los Angeles New York Parigi Roma Helsinki.

## Trama
Il film segue una sequenza temporale: il primo episodio incomincia al tramonto, mentre al termine dell'ultimo spunta l'alba.
Ogni episodio è separato da uno stacchetto in cui cinque orologi diversi, seguendo i rispettivi fusi orari, segnano l'ora delle città in cui si svolge la storia.

### Episodio #01: "Los Angeles (Los Angeles)"
- con: Winona Ryder e Gena Rowlands

A Los Angeles la giovane tassista Corky (Ryder) carica un'agente cinematografica (Rowlands) e riceve una proposta per diventare una diva del cinema, che però declina dichiarandosi soddisfatta del lavoro e della sua prospettiva di aprire una propria autorimessa e costruirsi una famiglia. 

### Episodio #02: "New York (New York)"
- con: Giancarlo Esposito e Armin Mueller-Stahl

Un giovane di nome YoYo (Esposito) conversa con l'anziano Helmut (Mueller-Stahl) tassista dell'ex DDR mentre è il primo a condurre il veicolo, poiché il tassista è da poco immigrato, è un ex-clown e non ha mai guidato prima. Durante il viaggio quest'ultimo assiste al litigio di YoYo con la sua cognata Angela (Rosie Perez) che salirà sul taxi insieme con i primi due, fino a giungere alla meta.

### Episodio #03: "Parigi (Paris)"
- con: Isaach De Bankolé e Béatrice Dalle

Un tassista (De Bankolé) dialoga con una donna cieca (Dalle), che si mostra distaccata e infastidita dalle domande del tassista sulla propria cecità e sul proprio stile di vita. A fine corsa la donna, che si è ben adattata a vivere senza la vista, prosegue il proprio tragitto sul bordo della Senna, mentre il tassista, incredulo, va a scontrarsi con un'altra auto.

### Episodio #04: "Roma (Rome)"
con: Roberto Benigni e Paolo Bonacelli
Gino (Benigni), tassista spericolato con una Fiat 128, parla delle sue giovanili perversioni a un sacerdote (Bonacelli), mentre questi accusa un infarto e non riesce a prendere la propria medicina poiché gli cade nel taxi. Credendo di essere la causa della morte del passeggero, il tassista lo abbandona su una panchina come se fosse a dormire.

### Episodio #05: "Helsinki (Helsinki)"
con: Matti Pellonpää, Kari Väänänen, Sakari Kuosmanen, e Tomi Salmela
I tre passeggeri di un taxi (Väänänen, Kuosmanen, e Salmela)  paragonano le disgrazie di uno di essi con quelle di Mika, il conducente (Pellonpää) : il primo, ubriaco, ha la figlia incinta, è appena stato licenziato dalla fabbrica e lasciato dalla moglie mentre il secondo ha appena perso la figlia neonata nata prematura dopo aver recuperato la speranza nella sua sopravvivenza.

## Riconoscimenti
- 1993 - Independent Spirit Awards
  - Miglior fotografia